# Ся Юаньцзи
Ся Юаньцзи (кит.: 夏原吉; 1366–1430) — китайський чиновник, у 1402–1421 та 1424–1430 роках міністр податків імперії Мін. За імператора Чжу Юньвеня працював у міністерстві податків, імператор Чжу Ді призначив його міністром у 1402 році. Він залишався на посаді до 1421 року, коли його кинули у в'язницю за протест проти дорогої військової експедиції до Монголії. Він залишався в ньому до смерті Чжу Ді в 1424 році. Наступний імператор Чжу Гаочі знову призначив його міністром у тому ж році, і він залишався на цій посаді до своєї смерті під час правління імператора Чжу Чжаньцзі.

## Ім'я
Ся Юаньцзи використовував ім'я Вей-че. За заслуги перед державою він отримав посмертне ім'я Чжунцзін.

## Біографія
Ся Юаньцзі народився в 1366 році і походив з повіту Сян'їнь в провінції Хугуан. У молодому віці втратив батьків, закінчив державний університет Гоцзицзянь, а потім працював бухгалтером в імператорському палаці. Потім його перевели до Міністерства доходів секретарем шостого рангу. Під час правління імператора Чжу Юньвеня (1398—1402) він отримав посаду молодшого заступника міністра.
У 1402 році імператором династії Мін став Чжу Ді після перемоги в громадянській війні. Ся Юаньцзи спочатку опинився під загрозою покарання як чиновник попереднього уряду, але імператор визнав його талант і призначив заступником міністра, і (у тому ж 1402 році) міністр податків. Ся Юаньцзи виявився вмілим адміністратором, якому імператор довіряв більше, ніж іншим міністрам, і поважав його за лояльність у поєднанні з прямотою та відкритістю.
На своїй посаді він виступав за помірність у витратах і їх використання на благо населення. Тому він виступав проти дорогої зовнішньої політики Чжу Ді, наприклад проти подорожі Чжен- Хе та третього походу до Монголії . Він забезпечив відновлення іригаційних систем у західній частині провінції Чжецзян, а також оновив і уточнив податкові записи землі та жителів – Книга риб'ячої луски і Жовта книга. Він керував діями міністерства щодо стабілізації паперової валюти та грошового обігу, організував мережу державних складів, зерносховищ і митниць на Великому каналі, керував державним наглядом за торгівлею сіллю. Він робив усе, щоб отримати достатній прибуток для військових і дипломатичних дій.
Він обіймав посаду міністра податків протягом 19 років до 1421 року, коли разом з міністром покарань  У Чжунем і військовим міністром Фан Бінем виступив проти третьої кампанії до Монголії через її дорожнечу. Під час суперечки імператор змусив Фана Пія вбити себе, а двох інших ув'язнив.
У 1424 році імператор Чжун Ді загинув під час походу в Монголію. Коли звістка про його смерть дійшла до Пекіна, спадкоємець престолу Чжу Гаочі наказав звільнити ув'язнених чиновників, включаючи Ся Юаньцзи.На наступний день після того, як Чжу Гаочі зійшов на трон (як імператор епохи Чжунсі), колишні міністри Ся Юаньцзи і У Чжун знову зайняли пости міністрів оподаткування та громадських робіт.У той же час імператор, за порадою Ся Юаньцзи, скасував далекі заморські подорожі, обмін чаю на коней на північно-західних кордонах, а також видобуток золота і перлів в Юньнані і Цзяочжи.
Під час правління Чжу Гаочі Ся був одним із найближчих радників.У 1424—1425 роках він був одним із сановників, які люто виступали за повернення столиці на південь. Його мотивом була дуже висока вартість забезпечення Пекіна, віддаленого від основних економічних центрів на півдні. Чжу Гаочі офіційно схвалив цей переїзд і розпочав підготовку до нього, але через місяць він помер. Новий імператор, Сюаньде, відмовився переїжджати.
Ся залишився міністром оподаткування після вступу на престол імператора Сюаньде в 1425 році. У дискусіях про повстання у В'єтнамі у 1425—1426 роках він виступав за військове рішення  - придушення повстання силою. У другій половині 1420-х років Міністерство оподаткування зайняло консервативну позицію і виступало за зниження земельного податку в Цзяннані.
Він помер на своїй посаді у віці 64 роки у 1430 році.